# Davor Kajfeš
Davor Kajfeš, född 6 oktober 1934 i Zagreb, död 1 september 2024 i Älta, Nacka kommun, Stockholms län, var en kroatisk-svensk pianist, kompositör och pedagog.

## Biografi
Kajfeš började 1957 som pianist på den zagrebbaserade TV-kanalen HRT. År 1959 blev han medlem och kort därefter musikalisk ledare för gruppen Zagrebački jazz kvartet (Zagrebs jazzkvartet). År 1964 avlade han examen vid musikhögskolan i Zagreb.
Sedan 1967 var Kajfeš bosatt i Sverige där han bland annat uppträtt med Svend Asmussen och Alice Babs. Med Babs gjorde han skivan Simple isn't easy[källa behövs]. Hans dagliga arbete var huvudsakligen på Danshögskolan där han undervisat, spelat och komponerat för dans (modern, nutida och jazz) under mer än 30 år. 1995-96 framträdde han i pianoduett tillsammans med John Lewis under en föreställning som hölls Stockholm och kort efter även i Zagreb[källa behövs]. Davor var far till trumpetaren Goran Kajfeš.

## Musikalisk karriär
Davor Kajfeš har komponerat musiken till åtskilliga tecknade filmer för Zagreb Film samt för olika tv-program. Han har samarbetat med Art Farmer, Buck Clayton, Jerome Richardson, Julius Watkins, Helen Humes, Willie Dixon, Big Joe Turner, T-Bone Walker, Csaba Deseo, Albert Mangelsdorff och Roched Mitchell. 1974 vann hans komposition “Collision” andra pris vid Concours International de Composition de Thèmes de Jazz i Monaco. I Sverige har Kajfeš släppt tre cd-skivor: "Impositions" med cellisten Peter Schuback, pianosolot "Mirrors" samt "Dialogues with Scriabin".